# Heartbeat Tour
Tournées par Jessie J
Stand Up Tour 
(2011)
The Heartbeat Tour est la deuxième tournée de la chanteuse Jessie J, programmée dans le but de promouvoir son premier album, Who You Are. La tournée passera par l'Europe, l'Amérique du Sud, l'Océanie et par l'Asie. Développement
La tournée devait commencer fin février à Auckland en Nouvelle-Zélande. Toutefois, son lancement a été annulé quelques jours avant. Par conséquent, la tournée pour 2012 de Jessie J commencera à Brisbane en Australie le jeudi 1er mars. Après l'Australie, Jessie J se rendra en Malaisie, en Indonésie et à Singapour avant de retourner au Royaume-Uni pour performer lors de plusieurs festivals majeurs au Royaume-Uni; entre autres le Festival de l'île de Wight et le Wireless Festival,. Elle fera également un concert pour le Teenage Cancer Trust 2012.

## Premières parties
- Devlin (Royaume-Uni)[9]
- Cherri V (dates sélectionnées)
- Amy Meredith (Australie)[10]
- Ruby Rose (Australie)
- Professor Green (Australie)[11]
- Blush (Malaisie, Indonesie, Singapour)[12]

## Programme
1. Big White Room
2. Who's Laughing Now?
3. Rainbow
4. Stand Up/One Love
5. Casualty of Love
6. Nobody's Perfect
7. Never Too Much (en)
8. Abracadabra
9. Technology/Up
10. L.O.V.E.
11. Who You Are
12. Mamma Knows Best

Encore

1. Do It Like a Dude
2. Price Tag
3. Domino

Source
Notes

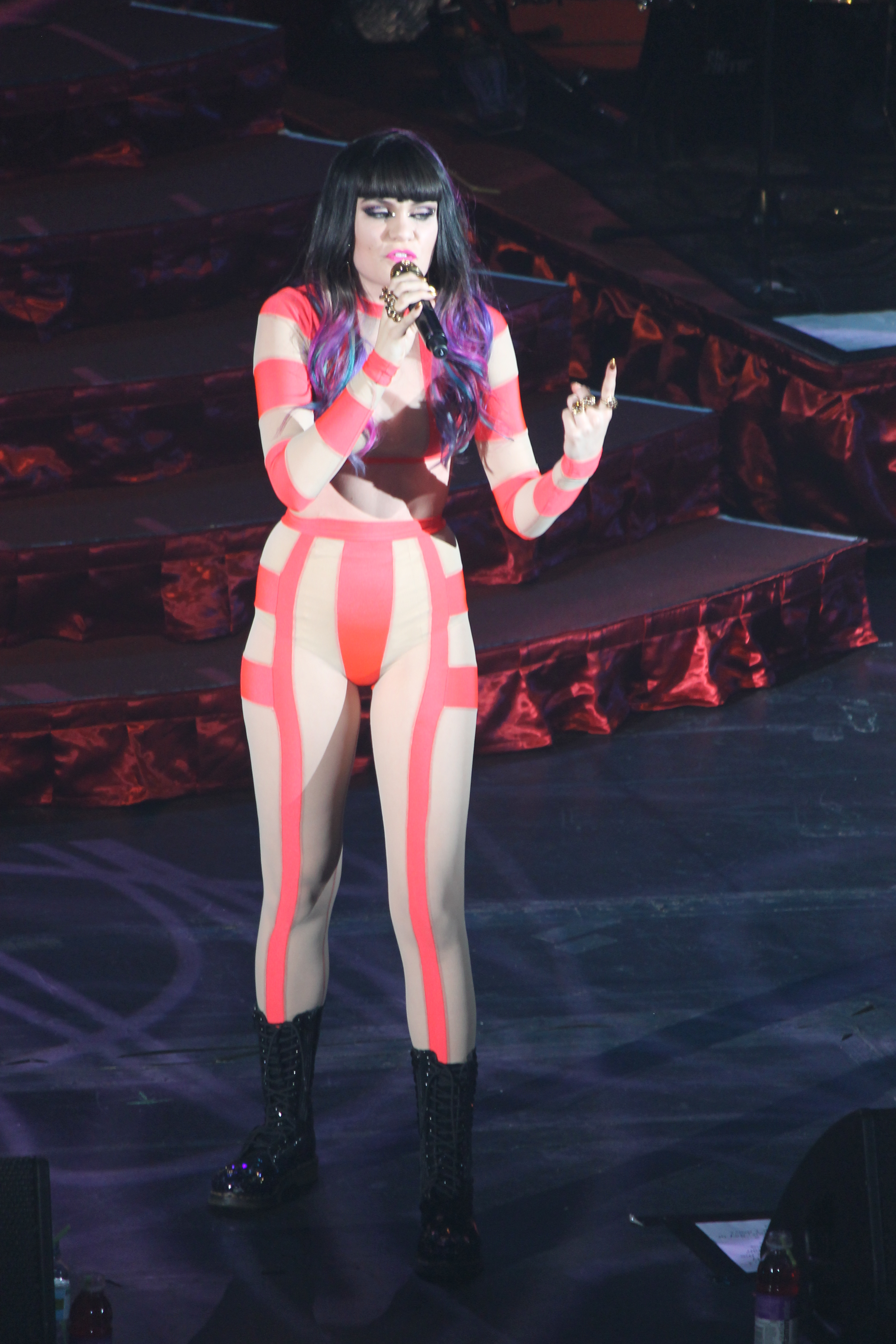
Jessie J durant la tournée

- Big White Room et Up ne seront pas interprétées lors des parties Australienne et Asiatique de la tournée.
- LaserLight a été interprétée lors de la partie encore à Singapour sachant qu'il s'agissait du dernier concert de la tournée.

## Le Groupe
- Jessie J, voix
- Lewie Allen, guitare
- Jonathan 'Ginger' Hamilton, batterie
- Hannah Vasanth, clavier
- Phil Simmonds, bass

## Dates de la tournée
| Date              | Ville         | Pays        | Salle                         |
| ----------------- | ------------- | ----------- | ----------------------------- |
| Océanie           |               |             |                               |
| 1er mars 2012     | Brisbane      | Australie   | Brisbane River Stage          |
| 3 mars 2012[A]    | Brisbane      | Australie   | Doomben Racecourse            |
| 4 mars 2012[A]    | Perth         | Australie   | Arena Joondalup               |
| 5 mars 2012       | Perth         | Australie   | Challenge Stadium             |
| 7 mars 2012       | Melbourne     | Australie   | Festival Hall                 |
| 8 mars 2012       | Sydney        | Australie   | Hordern Pavilion              |
| 10 mars 2012[A]   | Sydney        | Australie   | Randwick Racecourse           |
| 11 mars 2012[A]   | Melbourne     | Australie   | Flemington Racecourse         |
| 12 mars 2012[A]   | Adélaïde      | Australie   | Ellis Park                    |
| 14 mars 2012      | Adélaïde      | Australie   | Adelaide Entertainment Centre |
| Asie              |               |             |                               |
| 16 mars 2012      | Petaling Jaya | Malaisie    | Sunway Lagoon Surf Beach      |
| 18 mars 2012      | Jakarta       | Indonésie   | Jakarta International Expo    |
| 20 mars 2012      | Kallang       | Singapour   | Singapore Indoor Stadium      |
| Europe            |               |             |                               |
| 1er avril 2012[B] | Londres       | Royaume-Uni | Royal Albert Hall             |
| 23 juin 2012[C]   | Île de Wight  | Royaume-Uni | Seaclose Park                 |
| 8 juillet 2012[D] | Londres       | Royaume-Uni | Hyde Park                     |

Festivals et autres spectacles divers
| A Ce concert fait partie du Future Music Festival B Ce concert fait partie du Teenage Cancer Trust 2012 C Ce concert fait partie du Festival de l'île de Wight D Ce concert fait partie du Wireless Festival |

## Date annulée
| Date            | Ville    | Pays             | Salle        |
| --------------- | -------- | ---------------- | ------------ |
| 28 février 2012 | Auckland | Nouvelle-Zélande | Vector Arena |